# Piotr Greger
Piotr Greger (ur. 28 marca 1964 w Tychach) – polski duchowny rzymskokatolicki, doktor nauk teologicznych, biskup pomocniczy bielsko-żywiecki od 2011.

## Życiorys
Urodził się 28 marca 1964 w Tychach. Ukończył Liceum Ogólnokształcące im. Tadeusza Kościuszki w Mysłowicach, w którym w 1983 złożył egzamin dojrzałości. W latach 1983–1989 studiował w Wyższym Śląskim Seminarium Duchownym w Katowicach. 2 października 1988 został wyświęcony na diakona przez biskupa diecezjalnego katowickiego Damiana Zimonia, który 13 maja 1989 w katedrze Chrystusa Króla w Katowicach udzielił mu również święceń prezbiteratu. W 1989 otrzymał magisterium z teologii. W 1992 uzyskał licencjat z teologii na Akademii Teologii Katolickiej w Warszawie, a w 2000 doktorat z teologii w zakresie liturgiki na Papieskiej Akademii Teologicznej w Krakowie. Po otrzymaniu święceń kapłańskich został inkardynowany do diecezji katowickiej, a w 1992 został przypisany do nowo powstałej diecezji bielsko-żywieckiej.
Był duszpasterzem w parafiach Najświętszego Ciała i Krwi Chrystusa w Mysłowicach oraz Męczeństwa św. Jana Chrzciciela w Rudzie Śląskiej. W latach 1989–1995 pracował jako wikariusz w parafii Jezusa Chrystusa Odkupiciela Człowieka w Bielsku-Białej. Odkąd w 1995 zajął się pracą naukową, był rezydentem w parafii Świętego Pawła Apostoła w Bielsku-Białej. W diecezji objął funkcję przewodniczącego komisji liturgicznej, został duszpasterzem nauczycieli, a także redaktorem diecezjalnego kalendarza liturgicznego. W 2004 wszedł w skład rady kapłańskiej. Otrzymał godność kanonika kapituły katedralnej.
Został wykładowcą Instytutu Teologicznego im. św. Jana Kantego w Bielsku-Białej, w 2001 podjął zajęcia zlecone w filii w Cieszynie Uniwersytetu Śląskiego w Katowicach. W 1996 został mianowany sekretarzem bielskiego instytutu, a w 2002 jego wicedyrektorem. Został członkiem redakcji „Bielsko-Żywieckich Studiów Teologicznych”. Ponadto wszedł w skład Rady Fundacji im. św. Królowej Jadwigi przy Uniwersytecie Papieskim Jana Pawła II w Krakowie.
22 października 2011 papież Benedykt XVI mianował go biskupem pomocniczym diecezji bielsko-żywieckiej i biskupem tytularnym Assavy. Święcenia biskupie otrzymał 27 listopada 2011 w katedrze św. Mikołaja w Bielsku-Białej. Udzielił mu ich kardynał Stanisław Dziwisz, arcybiskup metropolita krakowski, któremu asystowali arcybiskup Celestino Migliore, nuncjusz apostolski w Polsce, i Tadeusz Rakoczy, biskup diecezjalny bielsko-żywiecki. Jako dewizę biskupią obrał słowa „In servitio Redemptori” (W służbie Odkupicielowi). W diecezji został ustanowiony wikariuszem generalnym.
W strukturach Konferencji Episkopatu Polski wszedł w skład Komisji ds. Kultu Bożego i Dyscypliny Sakramentów (w 2021 został jej przewodniczącym) i Zespołu ds. Ruchów Intronizacyjnych.
W 2021 państwowa komisja ds. pedofilii złożyła do prokuratury zawiadomienie o podejrzeniu popełnienia przez niego (oraz innych biskupów: Tadeusza Rakoczego, Romana Pindla i kardynała Stanisława Dziwisza) przestępstwa niezawiadomienia organów ścigania o nadużyciach seksualnych na szkodę małoletnich, których w latach 1984–1989 miał się dopuścić ówczesny proboszcz parafii św. Marii Magdaleny w Międzybrodziu Bialskim. Prokurator odmówił wszczęcia postępowania w tej sprawie, uznając, że gdy hierarchowie mieli otrzymać informacje o tych czynach, nie istniał jeszcze prawny obowiązek zawiadomienia organów ścigania.